# Rhona Martin
Rhona Martin, född den 12 oktober 1966 i Irvine, Storbritannien, är en brittisk curlingspelare.
Hon tog OS-guld i damernas curlingturnering i samband med de olympiska curlingtävlingarna 2002 i Salt Lake City.